# Bučje (gmina Srebrenica)
Bučje (cyr. Бучје) – wieś w Bośni i Hercegowinie, w Republice Serbskiej, w gminie Srebrenica. W 2013 roku liczyła 42 mieszkańców.